# Праздник Эйприл
«Праздник Эйприл» (англ. Pieces of April) — американский комедийно-драматический независимый фильм 2003 года, режиссёра Питера Хеджеса по сценарию Гари Виника. В главных ролях — Кэти Холмс, Дерек Люк, Оливер Платт, Патриша Кларксон, Элисон Пил.
В центре сюжета девушка Эйприл которая хочет устроить праздник на День благодарения. Премьера фильма состоялась на фестивале «Сандэнс» и получил положительные отзывы критиков. Патриша Кларксон была номинирована на кинопремию Оскар 2004 и Золотой Глобус в номинации лучшая актриса второго плана.  

## Сюжет
Эйприл Бёрнс — старшая дочь в дисфункциональной семье, живёт в небольшом многоквартирном доме в районе Нижний Ист-Сайд с парнем Бобби. Несмотря на отъезд от родителей, брата и сестры, она решает приготовить ужин в честь Дня Благодарения для матери, которая болеет раком молочной железы. 
Вместе с братом, сестрой и бабушкой, Эйприл едет в дальней дороге из пригорода в Нью-Йорк. Бобби идёт покупать костюм чтобы произвести впечатление на родителей девушки. Пытаясь приготовить индейку, Эйприл обнаруживает что её плита сломана и просит помощи у соседей, одни из которых помогают, мешают ей или испытывают безразличия.
Семья Эйприл отправляется в путешествии и обсуждают между собой отношения. На пути приходится делать остановки на станциях из-за онкологии матери. После покупки костюма, Бобби возвращается домой и сталкивается с бывшим парнем Эйприл, наркоманом Тайроном, в ходе перепалки Тайрон разбивает Бобби лицо. Выходя из многоквартирного дома, семья не решается оставить машину на парковки беспокоятся за безопасность, после чего к ним подходит Бобби. Позже, семья уезжает и решает поесть в закусочной.
Увидев в кафе со стороны свои отношения с Эйприл, Джой принимает решение наладить отношение с дочерью. После приезда в дом Эйприл, она решает разделить приготовленную еду вместе соседями, в квартире происходит воссоединения матери и дочери, позже приезжают другие члены семьи и вместе обнимаются.

## Актёрский состав
| Актёр            | Роль                                  |
| ---------------- | ------------------------------------- |
| Кэти Холмс       | девушка Эйприл Бёрнс                  |
| Дерек Люк        | парень Эйприл Бобби                   |
| Оливер Платт     | отец Эйприл Джим Бёрнс                |
| Патриша Кларксон | мать Эйприл Джой Бёрнс                |
| Элисон Пилл      | сестра Эйприл Джой Бёрнс              |
| Джон Галлахер    | брат Эйприл Тимми Бёрнс               |
| Элис Драммонд    | бабушка Эйприл бабушка Дотти          |
| Шон Хейс         | Уэйн                                  |
| Исайя Уитлок мл. | Юджин                                 |
| Лилиас Уайт      | Эветт                                 |
| Лейла Дэннетт    | женщина на лестничной клетке          |
| Сиско            | певец Латтрелл                        |
| Адриан Мартинез  | мужчина из мохерового свитера         |
| Армандо Риско    | наркоман, бывший парень Эйприл Тайрон |

## Производство

### Предпроизводство
Режиссёр фильма Питер Хеджес начал работать над сценарием фильма за восемь-девять лет до начала съёмок и в конце концов забыл об этом. После того как у его матери был диагностирован рак она попросила его продолжить работать над сценарием, посмотрев наброски сюжета он обнаружил что у мать Эйприл тоже находят рак. После смерти матери, Хеджес серьёзно занялся работу над сценарием.   
Он отмечал что фильм «не автобиографический», хотя на его создание и «повлияло смерть матери», которой он хотел «выразить дань уважения». Режиссёр также взял за основу будущего фильма реальную историю своих друзей, которые вместе готовили ужин на День благодарения. Несколько раз «Праздник Эйприл» пытались запустить в производство, однако итоговый бюджет ленты составлял 7 000 000 долларов. После четвёртой неудачной попытки, Хеджес предложил фильм независимой компании InDigEnt, которые были готовы выделить на проект значительно меньшую сумму — 300 000 долларов.   

### Кастинг
На главную роль была утверждена Кэти Холмс, она отмечала что согласилась на роль из-за отличия главной героини от её прошлых фильмов. Оливер Платт и Патриша Кларксон были утверждены на свои роли еще при бюджете 7 000 000 долларов и согласились на гонорар в 200 долларов и 100 долларов соответственно. Хеджес получил 10 долларов за сценарий и 10 долларов за съёмки фильма. Актёр Шон Хейс позвонил режиссёру во время съемок ситкома «Уилл и Грейс» и предложил себя на роль парня главной героини, Бобби, однако по сценарию он должен был быть афроамериканцем, Хейс спросил может ли он прилететь на кастинг в Нью-Йорк, Хеджес сказал что он уже утвержден на роль. На роль Бобби также рассматривался Сиско, который оказался ниже Холмс, вместо это он сыграл роль Латтрела. Последним пробовался Дерек Люк, который впечатлил Питера Хеджеса и был утверждён на роль.

### Съёмки
Фильм снимался в течение 16 дней. Из-за плотного графика локации дома семьи и магазина Армии спасения были доступны в течение одного съёмочного дня. Некоторые сцены поездки семьи были досняты в дополнительный день. Для съёмок квартир использовались два места в Нью-Йорке, одна — для съёмок коридоров и лестниц, вторая — для внутреннего интерьера дома. В массовке участвовали несколько жителей дома. «Праздник Эйприл» был полностью снят на ручные камеры также используя в основном средние и близкие планы из-за ограничений разрешения.

### Саундтрек
Название фильма было взято из песни рок-группы Three Dog Night Pieces of April. Питер Хеджес собирался использовать песню в финале фильма, но композитор Стефин Мерритт отговорил его, записав оригинальные песни, альбом вышел на лейбле Nonesuch Records и получил положительные отзывы музыкальных критиков.

## Критика

### Кассовые сборы и презентация
«Праздник Эйприл» был впервые показан на фестивале независимого кино «Сандэнс». После положительных отзывов критиков, права на фильм собирались приобрести Miramax, Fine Line Features и Artisan Entertainment. В январе 2003 года United Artists получил право на мировой кинопрокат ленты от студии Cinetic Media. 
Кассовые сборы в американском прокате составили $2 500 000 долларов, ещё $743 364 было выручена в мировом прокате.

### Критика
На агрегатор-рецензий Rotten Tomatoes фильм имеет 84 процента «свежести» на основе 153 рецензий критиков. Консенсус сайта гласит — «„Pieces of April“ выходит за рамки своих скромных декораций и бюджета благодаря очаровательной актёрской игре, игривому юмору и неподдельной нежности, приводящей к трогательному праздничному угощению». На Metacritic фильм имеет общий балл 70 из 100 на основе 36 рецензий критиков. 
Элвис Митчелл (The New York Times) назвал фильм «умным и трогательным фарсом» и добавил что «Хеджес с непередаваемой точностью танцует от одной сюжетной ветки к другой». Роджер Эберт поставил фильму три звезды из четырёх, отметив юмор и причудливость карты и описав его как «благонамеренный в своём нелепом смысле, с вспышками человеческой проницательности и актёрами которые воспользовались моментом и заставили его сиять». 
Питер Трэверс из журнала Rolling Stone оценил картину на три звезды из четырёх, похвалив актерскую игру Холмс и отметив что она «объединяет фильм». В свою очередь, критик San Francisco Chronicle Карла Мейер назвала фильм «одновременно искренним и жестким», также отметив Холмс и описала роль Кларксон «лучшей из примерно сотни прекрасных её ролей за последние годы». 

## Комментарии
1. ↑  Более точное название Куски Эйприл